# 추성로
추성로(Chuseong-ro)는 전라남도 담양군 대전면 신룡교차로에서 담양군 담양읍 석당간교차로 를잇는 도로이다.

## 주요 경유지
전라남도
- 담양군 (대전면 - 수북면 - 담양읍)

## 노선
| 이름                                    | 접속 노선                            | 소재지            | 소재지            | 비고                                             |
| 빛고을대로와 직결                       | 빛고을대로와 직결                    | 빛고을대로와 직결 | 빛고을대로와 직결 | 빛고을대로와 직결                                |
| --------------------------------------- | ------------------------------------ | ----------------- | ----------------- | ------------------------------------------------ |
| 신룡 교차로                             | 신룡길                               | 담양군            | 대전면            |                                                  |
| 북광주 나들목 (북광주 교차로) (응용3교) | 제253호선 고창담양고속도로           | 담양군            | 대전면            |                                                  |
| 중옥 교차로                             | 중옥길                               | 담양군            | 대전면            |                                                  |
| 대전천교                                |                                      | 담양군            | 대전면            |                                                  |
| 대치 교차로 (대치1교)                   | 대전로                               | 담양군            | 대전면            |                                                  |
| 대치2교                                 |                                      | 담양군            | 대전면            |                                                  |
| 월본사거리                              | 국도 제24호선 (병풍로)               | 담양군            | 대전면            | 국도 제24호선과 중복                             |
| 성산사거리                              | 덕진옥산길 성산길                    | 담양군            | 대전면            | 국도 제24호선과 중복                             |
| 고성사거리                              | 고리대길                             | 담양군            | 수북면            | 국도 제24호선과 중복                             |
| 수북교                                  |                                      | 담양군            | 수북면            | 국도 제24호선과 중복                             |
| 수북사거리                              | 한수동로                             | 담양군            | 수북면            | 국도 제24호선과 중복                             |
| 풍수사거리                              | 동성길                               | 담양군            | 수북면            | 국도 제24호선과 중복                             |
| 풍수교                                  |                                      | 담양군            | 수북면            | 국도 제24호선과 중복                             |
| 주평사거리                              | 가산길 미산길                        | 담양군            | 수북면            | 국도 제24호선과 중복                             |
| 내동1교                                 |                                      | 담양군            | 수북면            | 국도 제24호선과 중복                             |
| 삼다교                                  |                                      | 담양군            | 담양읍            | 국도 제24호선과 중복                             |
| 양각사거리                              | 국가지원지방도 제15호선 (죽향문화로) | 담양군            | 담양읍            | 국도 제24호선구간 국가지원지방도 제15호선구간    |
| 담양교                                  |                                      | 담양군            | 담양읍            | 국도 제24호선구간 국가지원지방도 제15호선구간    |
| (이름없음)                              | 천변5길                              | 담양군            | 담양읍            | 국도 제24호선구간 국가지원지방도 제15호선구간    |
| 중파사거리                              | 국도 제29호선 (중앙로)               | 담양군            | 담양읍            | 국가지원지방도 제15호선구간 지방도 제887호선구간 |
| 신남정사거리                            | 죽녹원로                             | 담양군            | 담양읍            | 국가지원지방도 제15호선구간 지방도 제887호선구간 |
| 종대회전 교차로                         | 지침6길                              | 담양군            | 담양읍            |                                                  |
| 석당간 교차로                           | 국도 제24호선 (죽향대로)             | 담양군            | 담양읍            |                                                  |

## 주요 건물 및 시설
- GS칼텍스 가온주유소 (추성로 394/병풍리 207-10)
- HD현대오일뱅크 스마일주유소 (추성로 571/성산리 308-38)
- E1 신일에너지 북광주충전소 (추성로 1155/삼다리 54-6)
- CU 담양추성로점 (추성로 1202/양각리 314-2)
- 쉐보레 담양바로서비스 (추성로 1220/양각리 308-7)
- SK에너지 담양농협 주유소 (추성로 1226/양각리 308-4)
- 담양소방서 (추성로 1232/양각리 305)
- 담양우체국 (추성로 1328/양각리 176)
- 담양군청 (추성로 1371/객사리 99-1)